# Robert Bogataj
Robert Bogataj, slovenski televizijski in radijski voditelj, * 13. junij 1964, † 11. april 2017.
Kot svobodni novinar je bil dolgoletni voditelj ponedeljkovega jutranjega programa na Prvem programu Radia Slovenija, od leta 1990 pa je skupaj z življenjsko sopotnico Meto Ornik za TV Slovenija več let ustvarjal priljubljeno otroško oddajo Klub Klobuk.
Kot velika ljubitelja živali sta bila od 1994 do 2012 s partnerko urednika in voditelja oddaje O živalih in ljudeh na nacionalni televiziji. Dolga leta sta se angažirala tudi pri reviji za mlade Pil in Pil PLUS, predvsem na področju športa in odnosa do domačih živali.
Bil je napovedovalec mnogih športnih prireditev kot sta Ljubljanski maraton in Tek trojk.
Bogataj je bil tudi predsednik terapevtskega društva Tačke pomagačke, od leta 1990 se je ukvarjal tudi s fotografijo, med drugim so njegove fotografije več let krasile naslovnice revije Pil.
Umrl je po leto in pol dolgem boju z rakom želodca.